# Distrito senatorial de Mayagüez IV

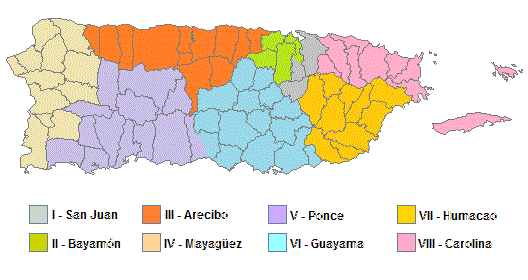
Mapa de los distritos senatoriales de Puerto Rico

El distrito senatorial de Mayagüez IV, también conocido como el Distrito Senatorial de Mayagüez-Aguadilla IV, es uno de los ocho distritos senatoriales de Puerto Rico. Es actualmente representado por Ada García Montes y Migdalia González Arroyo (ambas del Partido Popular Democrático).

## Perfil del distrito

Evolución de Distrito Senatorial IV

En distribuciones anteriores, el territorio cubierto por el Distrito Senatorial IV ha sido diferente. En 1972 y 1983, el Distrito incluía los municipios de Lajas y Maricao. En la redistribución de 1991 , ambos fueron asignados al Distrito de Ponce, mientras Isabela fue reasignada al distrito.
El distrito ha no sufrido cambios en las redistribuciones recientes de 2002 y 2011. Para la redistribución del 2022 el distrito cedió el municipio de Las Marías al Distrito senatorial de Ponce V.

## Senadores
| Elección | Senador | Senador               | Partido                     | Senador               | Senador                     | Partido                     |
| -------- | ------- | --------------------- | --------------------------- | --------------------- | --------------------------- | --------------------------- |
| 1992     |         | Antonio Fas Alzamora  | Partido Popular Democrático |                       | Rafael Rodríguez González   | Partido Nuevo Progresista   |
| 1996     |         | Jorge Ramos Comas     | Partido Popular Democrático |                       | Carlos Pagán                | Partido Nuevo Progresista   |
| 2000     |         | Jorge Ramos Comas     | Partido Popular Democrático | Rafy Irizarry         | Partido Popular Democrático |                             |
| 2004     |         | Luis Daniel Muñiz     | Partido Nuevo Progresista   |                       | Carlos Pagán                | Partido Nuevo Progresista   |
| 2008     |         | Luis Daniel Muñiz     | Partido Nuevo Progresista   | Evelyn Vázquez Nieves | Partido Nuevo Progresista   |                             |
| 2012     |         | María Teresa González | Partido Popular Democrático |                       | Gilberto Rodríguez Valle    | Partido Popular Democrático |
| 2016     |         | Luis Daniel Muñiz     | Partido Nuevo Progresista   |                       | Evelyn Vázquez Nieves       | Partido Nuevo Progresista   |
| 2020     |         | Ada García Montes     | Partido Popular Democrático |                       | Migdalia González Arroyo    | Partido Popular Democrático |
| 2024     |         | Jeison Rosa           | Partido Nuevo Progresista   |                       | Migdalia González Arroyo    | Partido Popular Democrático |

## Resultados Electorales
|  | 21.13 % |

|  | 20.82 % |

|  | 19.29 % |

|  | 19.23 % |

|  | 6.01 % |

|  | 5.29 % |

|  | 4.29 % |

|  | 3.94 % |

|  | 100 % |

|  | 25.11 % |

|  | 24.32 % |

|  | 21.96 % |

|  | 21.18 % |

|  | 3.34 % |

|  | 2.30 % |

|  | 0.99 % |

|  | 0.80 % |

|  | 100 % |

|  | 26.51 % |

|  | 25.69 % |

|  | 22.36 % |

|  | 21.71 % |

|  | 1.21 % |

|  | 1.21 % |

|  | 0.34 % |

|  | 0.27 % |

|  | 0.69 % |

|  | 100 % |